# Lenguas zenati del Atlas medio oriental
Las lenguas zenati del Atlas medio oriental son un grupo de dialectos bereberes que se hablan en el este y noreste del Atlas Medio, en el Reino de Marruecos, estos dialectos son hablados por las tribus; Aït Seghrushen, Aït Waraïn, Marmoucha, Aït Alaham, Aït Yub y Aït Morghi.

## Clasificación
A pesar de que son lenguas mutuamente inteligibles con los dialectos vecinos del idioma tamazight del Atlas central y generalmente se clasifican junto a ellos, estos dialectos en realidad pertenecen a las lenguas zenati y son dialectos intermedios entre este y las lenguas rifeñas.

## Dialectos
Entre estos dialectos zenati, los de Aït Seghrouchen y Aït Waraïn han sido objeto de la mayoría de los estudios, mientras que solo unos pocos estudios se han centrado en los dialectos de Aït Alaham y Marmusha, y prácticamente ninguno se ha centrado en los dialectos de Aït Yub y Aït Morghi.

### Aït Seghrouchen
El bereber Aït Seghrouchen es una
lengua bereber zenati del Atlas medio oriental y es hablado por la tribu de los Aït Seghrouchen que habitan en el Reino de Marruecos. El Aït Seghrouchen pertenece al grupo de lenguas zenati de las lenguas bereberes septentrionales y es hablado en el Atlas medio oriental.